# Чалов, Даниил Николаевич
Даниил Николаевич Чалов (17 июня 1994, Москва) — российский футболист, защитник. Мастер спорта России.

## Карьера
Воспитанник московского «Локомотива».

### Клубная
В 18 лет дебютировал на профессиональном уровне в клубе ФНЛ «СКА-Энергия». Затем выступал за «Томь», «Мордовию» и «Шинник».
Зимой 2019 года подписал контракт с белорусской командой высшей лиги «Витебск». Дебютировал 14 апреля в матче третьего тура против минского «Торпедо» (1:1), провёл все 90 минут.

### В сборной
В январе 2015 года выступал за молодёжную сборную России в рамках Кубка Содружества в Санкт-Петербурге.

## Семья
Младший брат — Фёдор Чалов, футболист, нападающий греческого клуба ПАОК.
Жена — Елизавета, редактор «Коммент. Шоу».